# Mégaro
En la mitología griega, Mégaro (Μέγαρος) era un hijo de Zeus que sobrevivió al diluvio. Solo es mencionado por Pausanias y nos dice que Teágenes, cuando fue tirano en Mégara, construyó una fuente, digna de ver por su tamaño y su decoración y por el número de sus columnas. Hacia ella corre el agua llamada de las ninfas Sítnides. Dicen los megarenses que las ninfas Sítnides son de su país y que con una de ellas se unió Zeus, y que Mégaro, que era hijo de Zeus y de esta ninfa, escapó al diluvio de los tiempos de Deucalión, y se refugió en la cima del Gerania. Entonces no tenía todavía el monte este nombre, pero como él nadó siguiendo el grito de algunas grullas que volaban, por esto el monte recibió el nombre de Gerania («de la grulla»).